# Adriatisches Meer
Koordinaten: 42° 30′ 0″ N, 16° 0′ 0″ O
Das Adriatische Meer, kurz auch die Adria, ist das langgestreckte nördliche Seitenbecken des Mittelmeeres zwischen der Apenninhalbinsel und der Balkanhalbinsel. Das Adriatische Meer erstreckt sich von Venedig und Triest Richtung Südosten über 820 km bis zur Straße von Otranto.

## Name
Das Adriatische Meer ist möglicherweise (ungesichert) nach der italienischen Stadt Adria in der Provinz Rovigo benannt. Andere Quellen nennen die Stadt Atri in den Abruzzen als Namensgeber. Der historische Name und die Bezeichnungen in den heutigen Anrainersprachen lauten: lateinisch Mare Adriaticum; italienisch Mare Adriatico; bosnisch, kroatisch, serbisch Jadransko more oder kurz Jadran; slowenisch Jadransko morje; albanisch Deti Adriatik oder kurz Adriatik(u); griechisch Αδριατική θάλασσα (Adriatiki thalassa).

## Geografie

### Lage

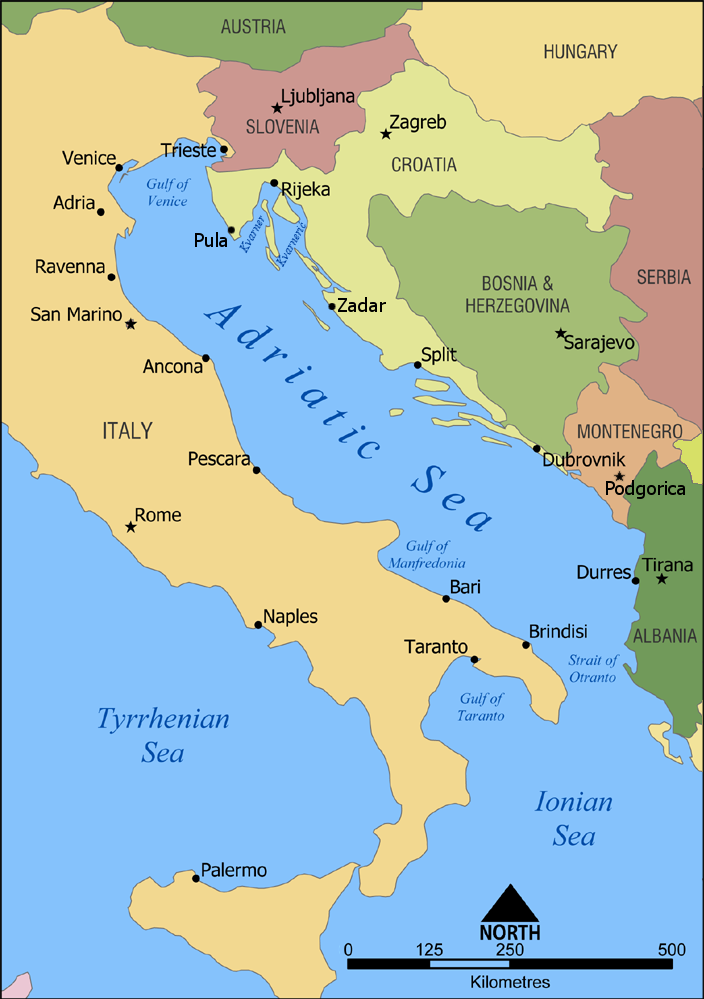
Anrainerstaaten der Adria

Das Adriatische Meer ist von Nordwest bis Südost 820 km lang und durchschnittlich 160 km breit. Die größte Breite beträgt etwa 220 km. Es bedeckt eine Fläche von 138.000 km² und ist im Nordbecken (nördlich des Vorgebirges Monte Gargano) zwischen 40 und 200 m tief. Der südliche Teil ist bedeutend tiefer und erreicht zwischen Durrës und Bari mit 1260 m seine größte Tiefe. Den südlichen Abschluss des Meeres bildet die Straße von Otranto, wo der Abstand zwischen Italien und Albanien nur 71 km beträgt.
Anrainerstaaten sind Italien, Slowenien, Kroatien, Bosnien und Herzegowina, Montenegro und Albanien.

### Küsten
Der Nordwestteil, die obere Adria, ist flach mit einigen zum Teil großen Lagunen. Die größte ist die Lagune von Venedig. Danach wird die italienische Ostküste südlich von Gabicce Mare schlagartig gebirgig, wobei dort die gesamte Küstenlinie relativ geradlinig verläuft. Außer den Tremiti-Inseln gibt es keine vorgelagerten Inseln. Lediglich das in Apulien gelegene Gargano-Gebirge ragt als Halbinsel etwa 50 Kilometer nach Osten in die Adria hinein. Die Westküste der Adria endet am italienischen Stiefelabsatz bei Otranto.

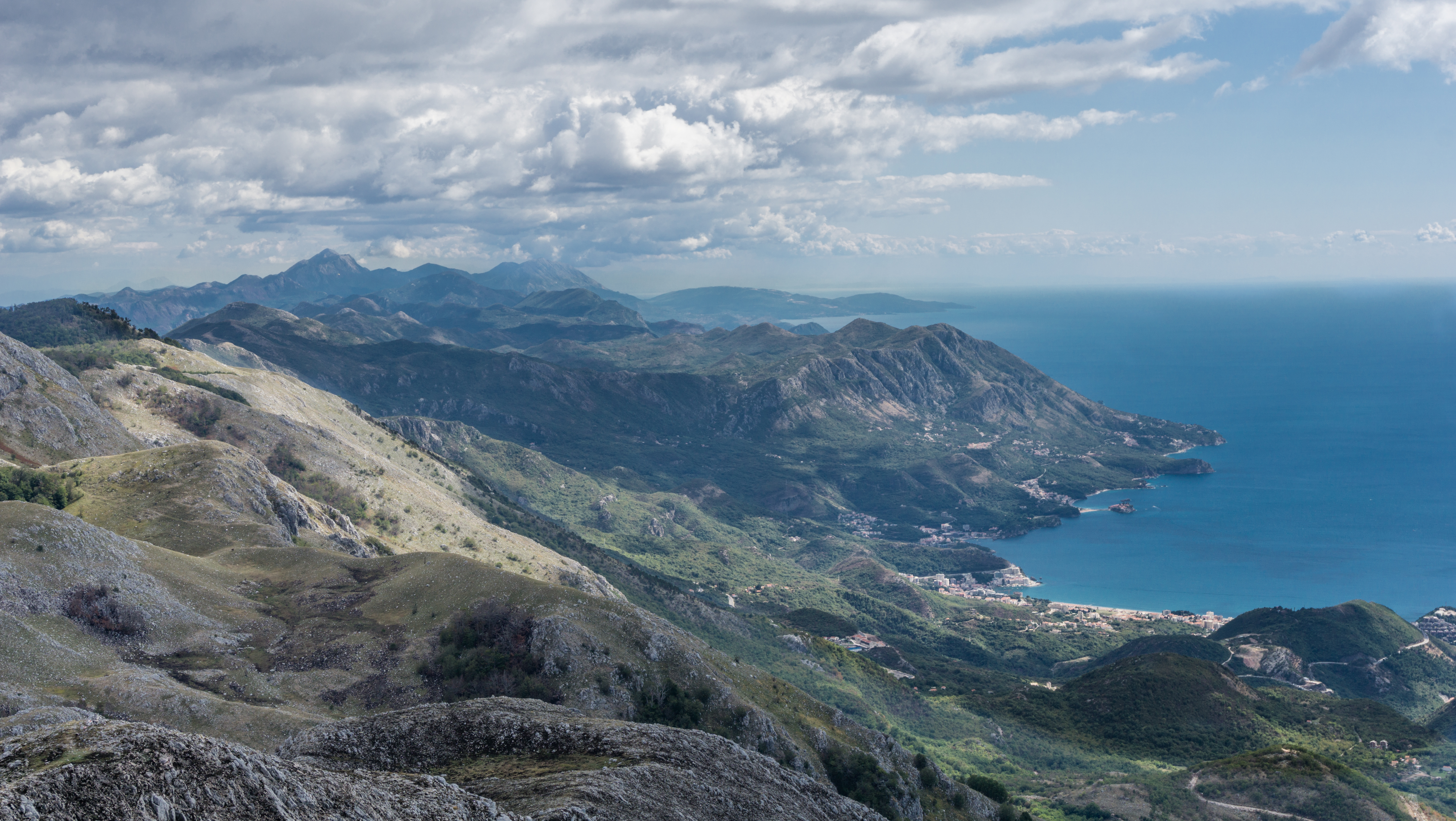
Adriaküste bei Budva in Montenegro

Die Ostküste des Meeres mit der Halbinsel Istrien an deren Nordende ist durchweg gebirgig. Einen Gutteil der Ostküste nimmt die kroatische Landschaft Dalmatien ein. Die Bucht von Kotor in Montenegro ist mit etwa 30 Kilometern Länge die größte Bucht der Adria. Der äußerste Südosten ist wiederum flach und sumpfig. Entlang der gesamten Ostküste befinden sich weit über tausend Inseln.
Südlich von Shkodra in Albanien erstreckt sich entlang der Küste des Drin-Golfs und auch weiter südlich ein breites Tiefland mit teils unberührten Sandstränden. An vielen Flussmündungen haben sich langgestreckte Lagunen gebildet. An der Bucht von Vlora endet die Adriaküste. Südlich der Stadt Vlora fängt die Albanische Riviera am Ionischen Meer an.

### Inseln

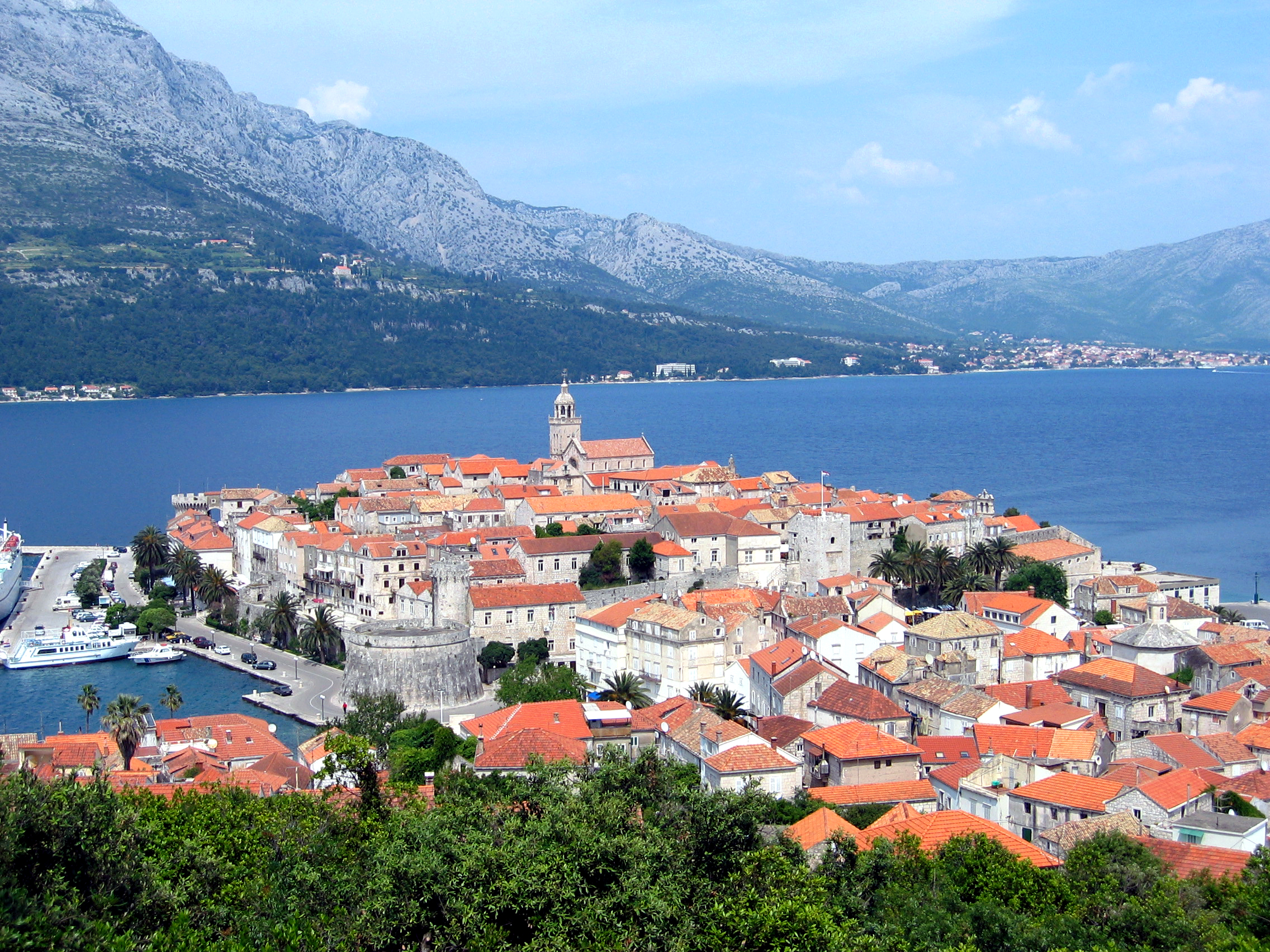
Blick auf die Stadt Korčula auf der Insel Korčula, Kroatien

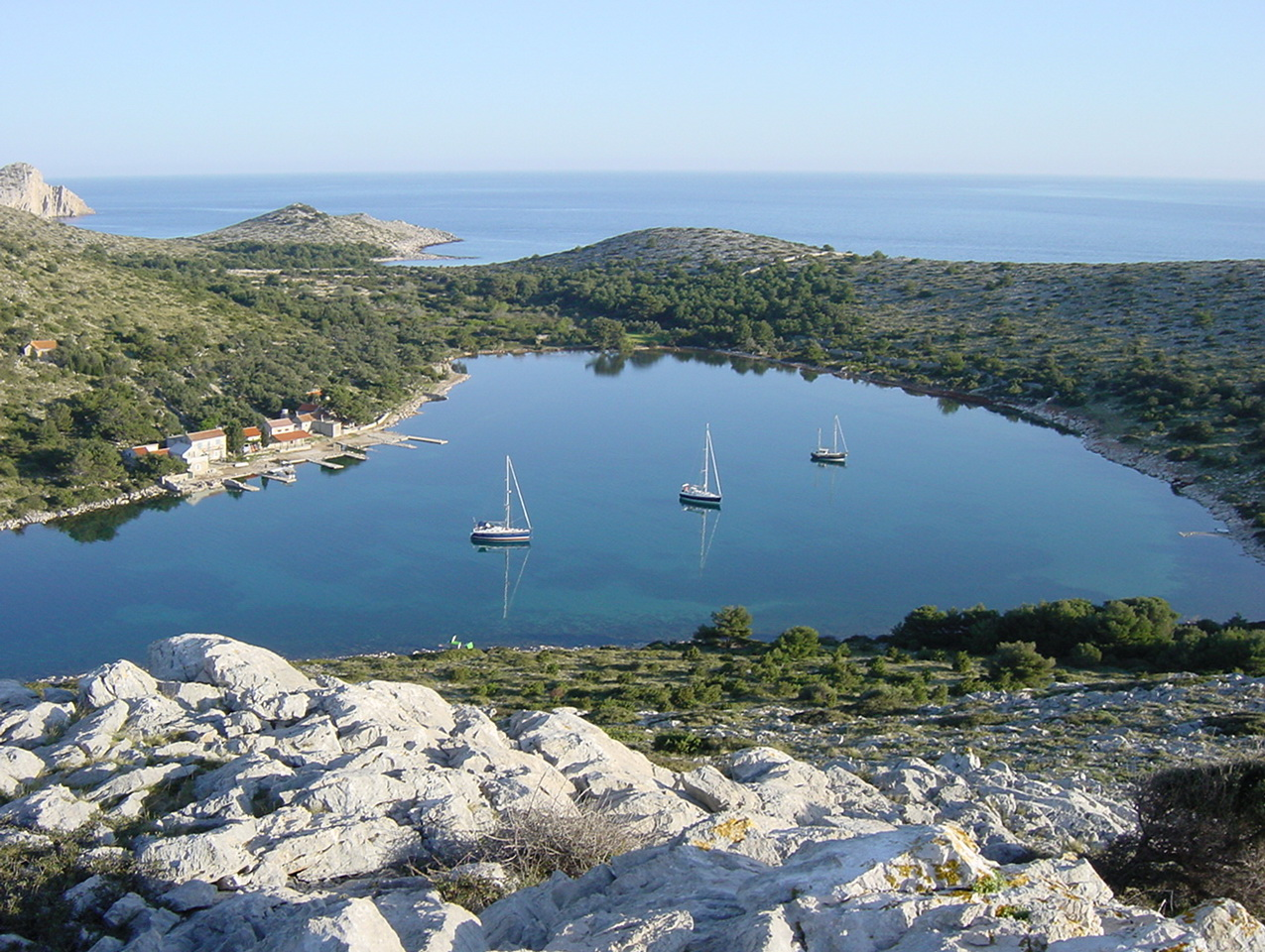
Insel Lavsa im Nationalpark Kornaten, Kroatien

- Albanien: Sazan vor der Karaburun-Halbinsel in der Nähe der Straße von Otranto
- Bosnien-Herzegowina: Mali Školj und Veliki Školj
- Italien: Tremiti-Inseln, nördlich der Gargano-Halbinsel
- Kroatien: Brač, Cres, Čiovo, Dugi Otok, Hvar, Ilovik, Ist, Jabuka, Korčula, Krk, Lastovo, Lopud, Lošinj, Mljet, Pag, Premuda, Olib, Rab, Šipan, Susak, Vis, Unije und viele andere mehr. Insgesamt zählt man 1246 Inseln in der kroatischen Adria. Lediglich 47 davon sind bewohnt.
- Montenegro: Sveti Stefan, Sveti Nikola und die Gruppe von kleinen Inseln in der Bucht von Kotor: Mamula, Sveti Marko, Ostrvo Cvijeća („Insel der Blumen“), sowie Gospa od Škrpjela und Sveti Đorđe vor Perast (Liste der Inseln in Montenegro)

### Zuflüsse
Bedeutende Adria-Zuflüsse (Auswahl):
- Albanien: Buna (Grenzfluss zu Montenegro), Shkumbin, Vjosa
- Italien: Brenta, Etsch, Isonzo, Livenza, Piave, Po, Reno, Sile, Tagliamento
- Kroatien: Cetina, Krka, Mirna, Neretva, Rječina, Zrmanja
- Montenegro: Morača, Buna (Grenzfluss zu Albanien)
- Slowenien: Drnica, Rižana

### Klima
Das Klima ist durch sehr warme, regenarme und trockene Sommer und milde, zum Teil regenreiche und feuchte Winter gekennzeichnet. Im Sommer herrschen beständige, schwach windige Wetterlagen vor. Im Winter steht das Adriagebiet unter dem Einfluss von Tiefdruckgebieten aus dem Atlantik. Dadurch kommt es gelegentlich zu warmen Südwinden (Scirocco) und kalten Nordwinden (Bora/Bura).

### Pegel
Als „Meter über Adria“ wird die Höhe über dem Meeresspiegel mit drei möglichen Bezugshöhen angegeben. So wird die Angabe in den jugoslawischen Nachfolgestaaten auf den mittleren Pegelstand am Molo Sartorio aus dem Jahr 1900 (Pegel Triest 1900) bezogen, während eine gleichlautende Höhendefinition für Albanien auf den Pegel Durrës, den mittleren Pegelstand in der Stadt Durrës, bezogen ist. In Österreich wird der Pegel auf einen im Jahre 1875 festgelegten mittleren Pegelstand der Adria am Molo Sartorio von Triest (Pegel Triest 1875) verwendet.

## Meereskunde

### Meeresströmungen

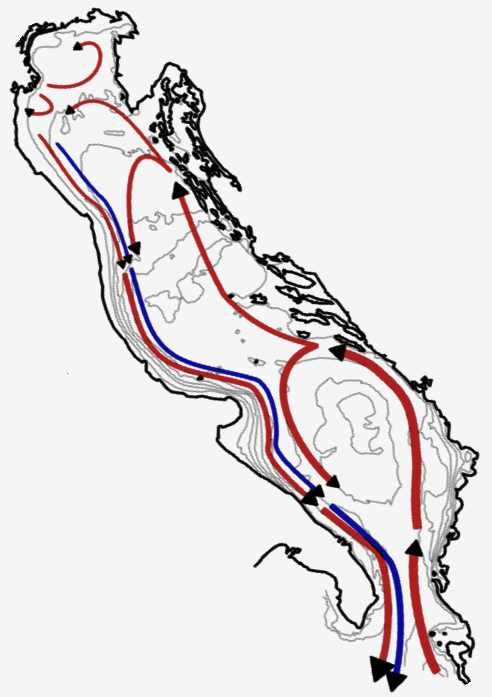
Kalte und warme Meeresströmungen

Die Meeresströmung verläuft entlang der Ostküste in nördlicher und entlang der Westküste in südlicher Richtung. Auch sind im oberen, mittleren und unteren Drittel des Beckens oft drei etwa gleich große, ausgeprägte Wirbel gegen den Uhrzeigersinn zu beobachten, die jeweils die gesamte Breite der Adria ausfüllen.
Die Adria ist ein lang gestrecktes Becken mit einer etwa 70 Kilometer schmalen Öffnung am südlichen Ende. Deshalb findet relativ wenig Wasseraustausch mit dem Rest des Mittelmeeres statt.

### Salzgehalt
Der Salzgehalt beträgt im Mündungsgebiet der großen Flüsse je nach Jahreszeit und Niederschlag etwa 2,5 bis 3 % an der Oberfläche. Abseits von Flussmündungen beträgt der Salzgehalt im Norden um die 3,4 % und nimmt nach Süden hin (durch Konzentration durch Verdunstung) bis auf 3,9 % zu. In zehn Metern Tiefe hat das Wasser nahezu den gleichen Salzgehalt wie das jeweilige Oberflächenwasser abseits von Flussmündungen.
(Der Salzgehalt des Mittelmeeres liegt im Durchschnitt und im Bereich des an die Adria anschließenden Ionischen Meers bei rund 3,8 %, – ebenfalls wegen Verdunstungskonzentration – deutlich höher als der des Atlantiks mit etwa 3,5 %.)

### Wassertemperatur
Die Wassertemperatur an der Oberfläche erreicht im August 23 bis 28 °C, in Buchten und im Süden kann sie auch über 30 °C erreichen, wobei die italienische Küste allgemein wärmeres Wasser aufweist. Im Februar sinkt die Temperatur im Norden bis auf etwa 7 °C und im Süden auf rund 15 °C, wobei das Wasser an der Ostküste weniger stark auskühlt.

### Gezeiten und Wellen
Der Tidenhub beträgt bei Springtide max. etwa 1,5 Meter, bei gleichzeitigem, starkem Südostwind (Scirocco – siehe: Aqua alta) noch deutlich mehr, wobei die Küstenabschnitte am nördlichen Ende die höchsten Werte aufweisen, da das langgezogene Becken dort endet. Bei bewegter See erreicht der Seegang regelmäßig eine Höhe von etwa zwei Metern, selten über 3 m, wobei an Steilküsten die Brandung eine beachtliche Kraft entfalten kann. Selbst bei ruhiger See ist eine Dünung im Norden nicht besonders ausgeprägt und selten deutlich wahrnehmbar, in der Mitte und im Süden manchmal aber auch über 1 m hoch.

## Tourismus

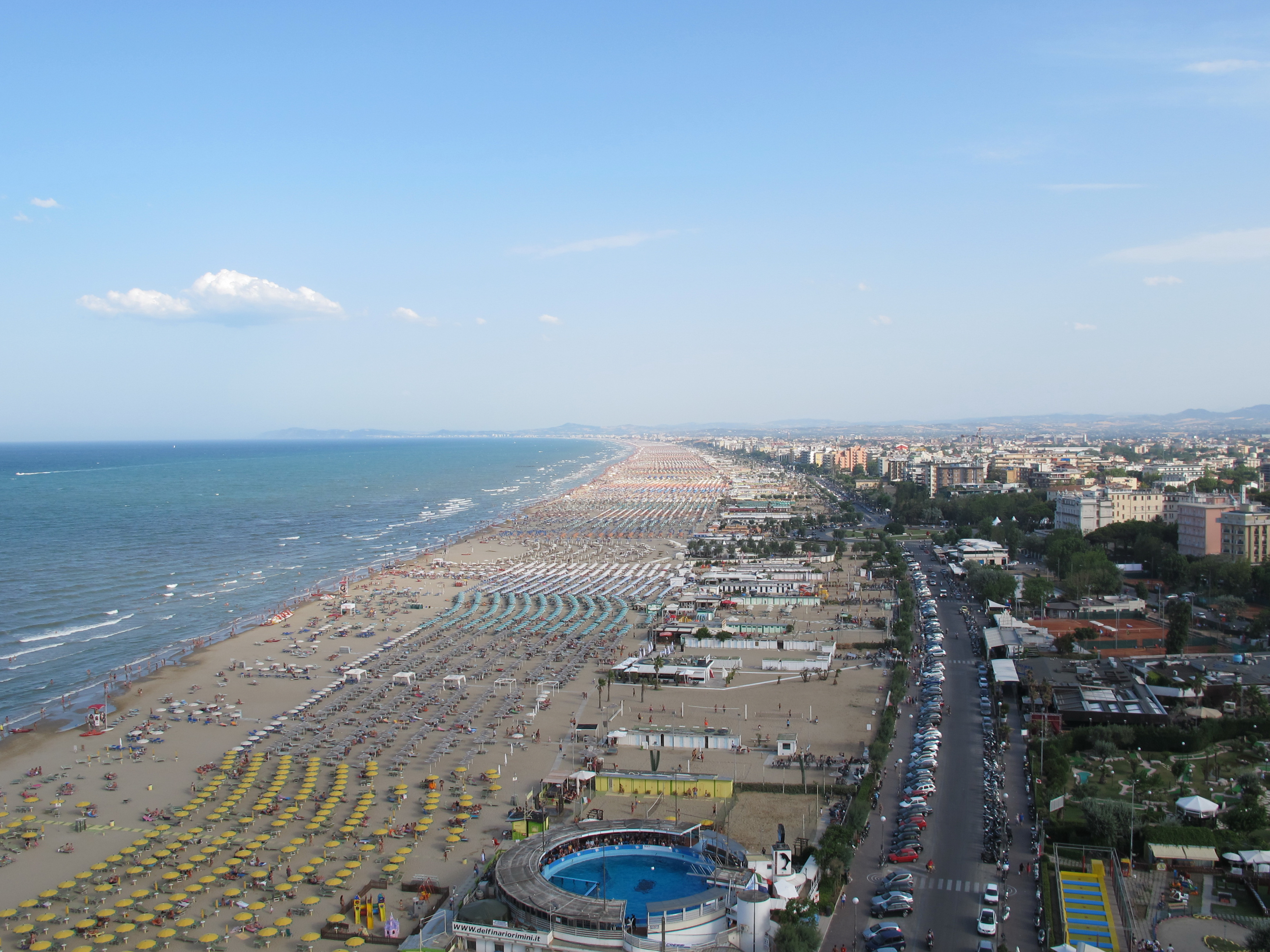
Strandbad an der italienischen Adriaküste 2012

Wirtschaftlich ist der Tourismus für die Anrainerstaaten von Bedeutung. Viele Badeorte an diesem Meer sind europaweit bekannt, einige weltweit. Dazu zählen in:
- Albanien: Durrës, Vlora, Golem, Velipoja und Shëngjin
- Bosnien und Herzegowina: Neum
- Italien: Triest, Bari, Venedig, Ravenna, Rimini, Chioggia, Eraclea Mare, Jesolo, Caorle, Bibione, Grado, Ancona, San Benedetto del Tronto, Giulianova, Pescara, Vasto, Termoli, Vieste, Trani und Otranto
- Kroatien: Dubrovnik, Rovinj, Poreč, Pula, Opatija, Zadar, Šibenik, Trogir, Split, die Makarska Riviera und die kroatischen Inseln
- Montenegro: Budva, Herceg Novi, Ulcinj, Bar
- Slowenien: Izola, Koper, Piran, Portorož

## Umweltschutz und Klimawandel
Die Wasserqualität war im Jahr 2004 bei einem vom ADAC beauftragten Test abseits der Po-Mündung an der italienischen und an der kroatischen Küste weitestgehend gut bis sehr gut. Die Adria ist durch verschiedene Abfälle der Anrainerstaaten belastet.
Zunehmend gerät die Adria in den Blickpunkt des Umweltschutzes und des Klimawandels. Sichtbarste Zeichen sind die Zunahme an tropischem Fischbestand sowie zunehmende Algen- und Quallenplagen. Im Jahr 2007 warnte der damalige italienische Umweltminister Alfonso Pecoraro Scanio, dass Klimaerwärmung und Umweltverschmutzung „die Adria zu einem geschlossenen Becken machen, in dem es bereits in 150 m Tiefe kein Leben mehr gibt“. Im September 2007 war die Adria ein Thema der ersten nationalen italienischen Konferenz zur Klimaerwärmung in Rom. Während den Temperaturanomalien im Jahr 2024 warnten Experten vor den Folgen immer höherer Meerestemperaturen.

## Verkehr
Auf italienischer Seite führen mehrere Verkehrsadern, zum Teil unmittelbar parallel nebeneinander, an der Küste entlang. So verlaufen die italienischen Staatsstraßen Strada Statale della Venezia Giulia (SS14) von Triest bis Venedig, die Strada Romea (SS309) von Venedig bis Ravenna und ab da die Strada Adriatica (SS16) bis ganz in den Süden. Weiters die Autobahnen Autostrada „serenissima“ (A4) von Triest bis Mestre und die Autostrada Adriatica (A14), ebenso wie die Eisenbahnstrecke Bologna-Ancona (ab Rimini bis Ancona) und danach als Ferrovia Adriatica bis ganz in den Süden.
Entlang der Ostküste verläuft von Slowenien bis Montenegro die Adriatische Küstenstraße (Jadranska Magistrala).

### Hafenstädte
Ausgewählte Adriahäfen sind
- in Albanien: Durrës, Vlora
- in Bosnien und Herzegowina: Neum
- in Italien: Triest (und Terminal der Adria-Wien Pipeline), Venedig inklusive Hafen von Chioggia, Ravenna, Ancona, Pescara, Ortona, Bari, Brindisi
- in Kroatien: Pula, Rijeka, Ploče, Zadar, Split, Dubrovnik
- in Montenegro: Kotor, Bar
- in Slowenien: Koper

Häfen (Auswahl)
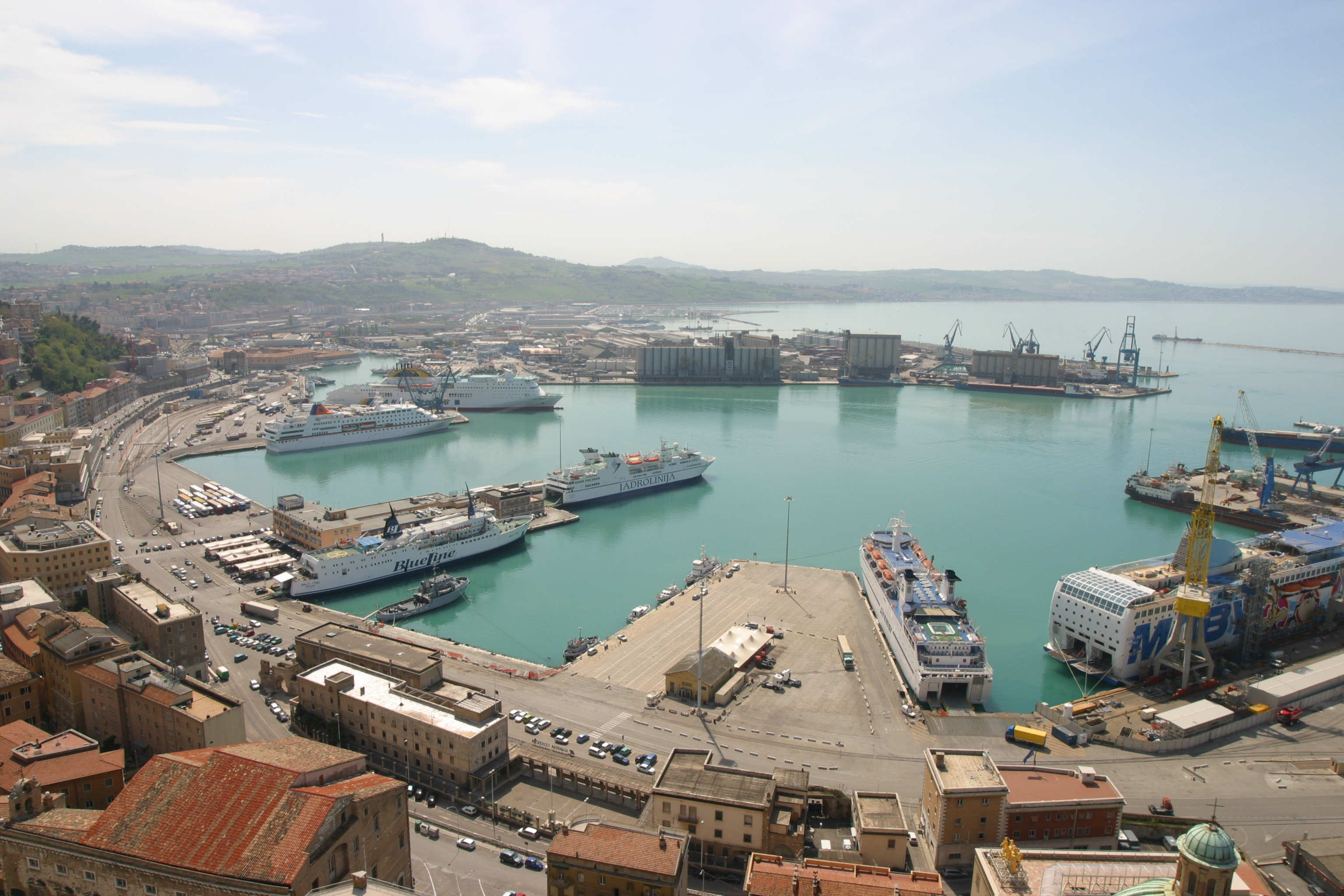
Ancona
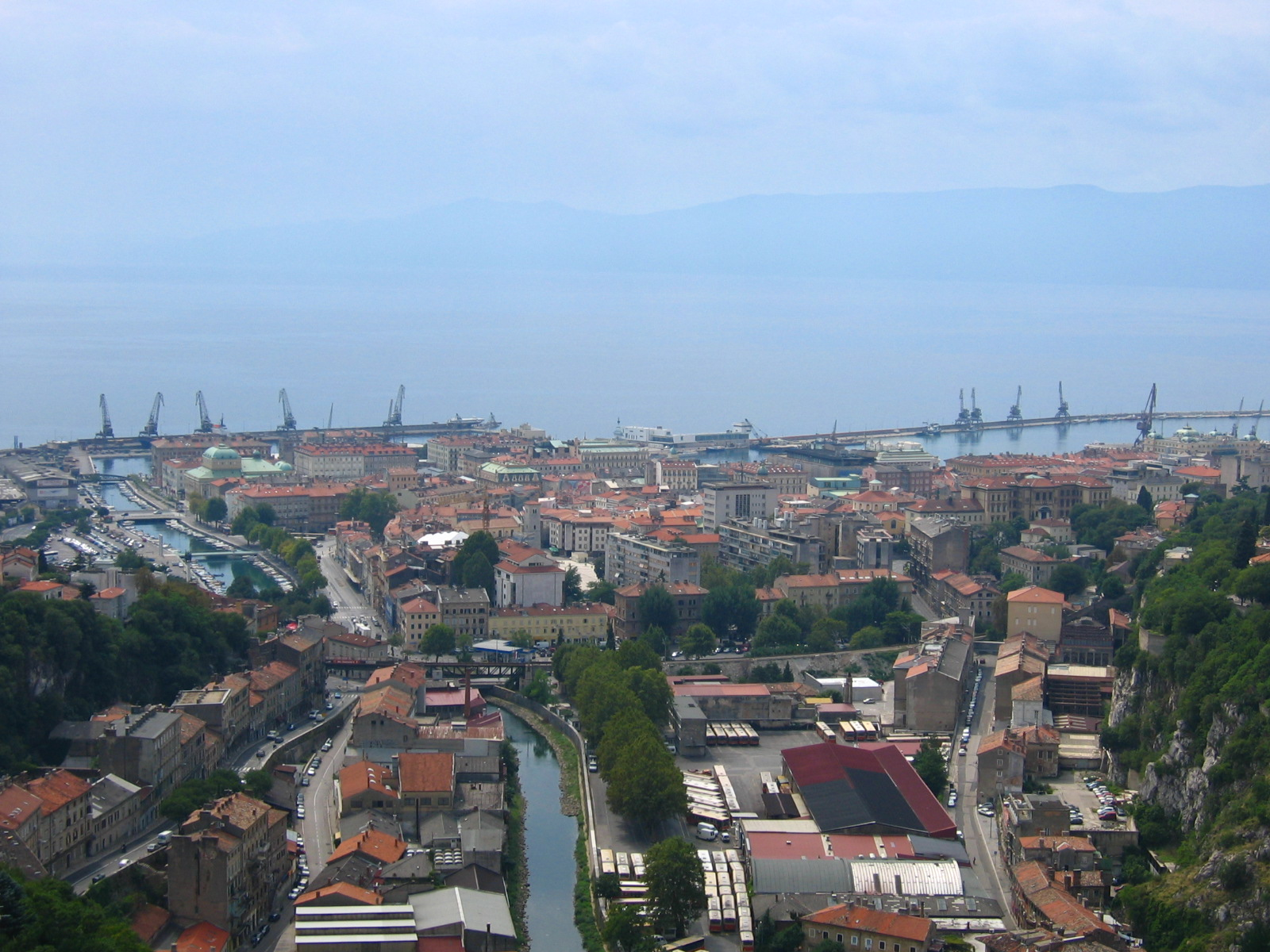
Rijeka
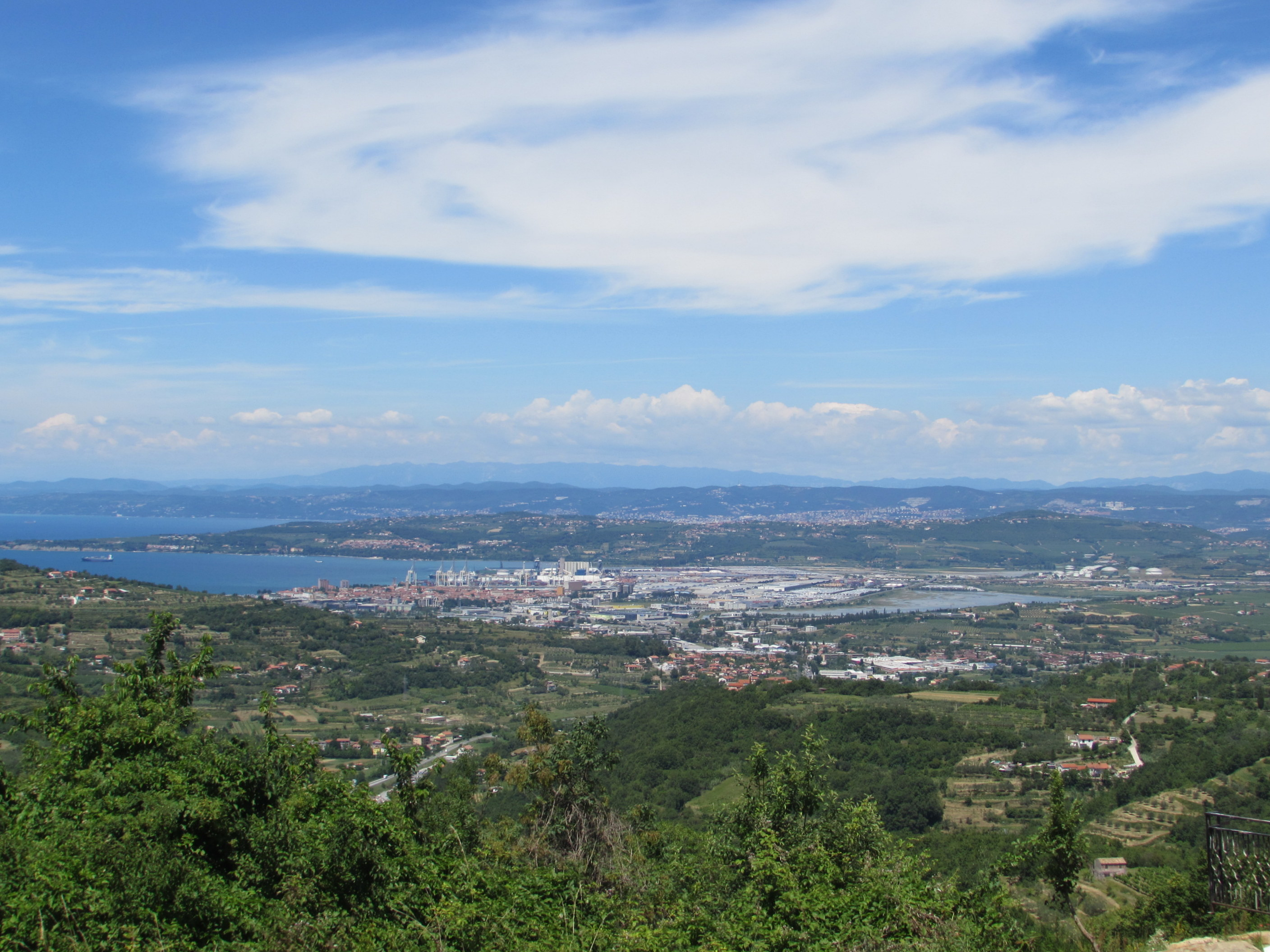
Koper